# Gerhard Lamprecht
Gerhard Lamprecht (6 de octubre de 1897 – 4 de mayo de 1974) fue un director y guionista cinematográfico de nacionalidad alemana.

## Biografía
Nacido en Berlín, Alemania, dirigió un total de 63 filmes entre 1920 y 1958. Además escribió el guion de 26 películas entre 1918 y 1958. 
Lamprecht se interesó por el cine siendo todavía niño, y estudió teatro e historia del arte en Berlín. En 1917 fue empleado para trabajar como guionista en la sociedad cinematográfica de Oskar Messter.
Tres años más tarde dirigió su primer film. Lamprecht conoció el éxito gracias a las adaptaciones de obras literarias, entre ellas la de Los Buddenbrook, de Thomas Mann, en 1923, y la de Emil und die Detektive, de Erich Kästner (guion de Billy Wilder) en 1931, que le dio una gran fama en el extranjero. 
También se interesó por las condiciones de vida de los más pobres, dirigiendo a mediados de los años 1920 una trilogía social, igualmente muy destacada en el extranjero: Die Verrufenen (1925), Die Unehelichen y Menschen untereinander (1926).
Durante los años del Tercer Reich continuó con su trabajo de dirección, destacando su película Madame Bovary (1937), con Pola Negri y Ferdinand Marian.
Finalizada la Segunda Guerra Mundial, Lamprecht trabajó en la parte oriental de Alemania, donde dirigió Irgendwo in Berlin (1946), que fue una de las primeras producciones de la DEFA (Deutsche Film AG).
Paralelamente a su trabajo de cineasta, Lamprecht fue coleccionista de objetos relacionados con el cine. Su rica colección fue apoyada en 1962 por el Senado de Berlín, constituyendo la base de la Cinemateca Alemana, que el mismo Lamprecht dirigió hasta 1966.
Lamprecht fue miembro del jurado del Festival Internacional de Cine de Berlín de 1958.
En 1967 fue galardonado con el premio del cine alemán por el conjunto de su obra. Gerhard Lamprecht falleció en Berlín, Alemania, en 1974.

## Filmografía
- 1922 : Aus den Erinnerungen eines Frauenarztes (2 partes)
- 1923 : Die Buddenbrooks
- 1925 : Die Verrufenen
- 1926 : Die Unehelichen
- 1926 : Menschen untereinander
- 1927 : Der Katzensteg
- 1931 : Zwischen Nacht und Morgen
- 1931 : Emil und die Detektive
- 1933 : Ein gewisser Herr Grant
- 1935 : Barcarole
- 1935 : Einer zuviel an Bord
- 1936 : Ein seltsamer Gast
- 1937 : Madame Bovary
- 1939 : Die Geliebte
- 1941 : Clarissa
- 1946 : Irgenwo in Berlin
- 1953 : Meines Vaters Pferde